# Аарон (озеро)
Ааро́н или Э́рон (англ. Lake Aaron) — озеро в округе Дуглас, штат Миннесота, США.

## Топонимика
Озеро названо в честь первосвященника и пророка Аарона, старшего брата Моисея в Ветхом Завете.

## Общая характеристика
Располагаясь на высоте 414 метров над уровнем моря озеро имеет площадь 2,48 км², среднюю глубину 2,74 м, а максимальную — 4,88 м. Имеет сток через протоку в озеро Мозес (англ. Lake Moses), располагающееся поблизости с юго-западной стороны.

## Рыболовство
В озере обитают следующие виды рыб: чёрный краппи, чёрный сомик, синежаберный солнечник, американский сомик, судак, американская евдошка, большеротый окунь, щука, царёк и другие.
Учёные считают, что вода озера загрязнена, в том числе ртутью (хотя и в небольших количествах) и к выловленной рыбе следует относиться с осторожностью, ограниченно употребляя её в пищу. Более всего накопление ртути зарегистрировано в крупных рыбах (окунь, судак и щука). Источником загрязнения называется тепловая электростанция, работающая на добываемом в окрестностях угле.